# Hohldiele
Die Hohldiele, auch Betonhohldiele oder Betondiele, ist ein einachsig bewehrtes Betonfertigteil mit standardisierten Abmessungen, das in Betonfertigteilwerken hergestellt wird. Heute gilt sie als technologisch veraltet. Hohldielendecken wurden weitgehend von Spannbeton-Fertigdecken und Halbfertigteil-Deckenelementen verdrängt.

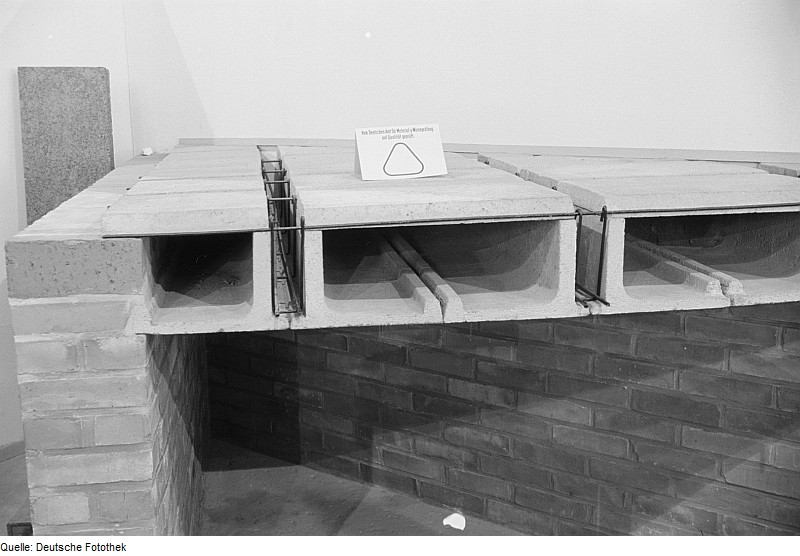
Fotothek Modell einer Betonsteindecke

## Aufbau
Hohldielen sind Halbfertigbauteile aus güteüberwachtem Beton, die auf der Baustelle zur Schalung von massiven Decken aus Stahlbeton eingesetzt werden. Betrachtet man den Querschnitt der rechteckigen Betonelemente, so sind in regelmäßigen Abständen runde Hohlkammern zwischen den Bewehrungsstäben angeordnet, die durch die gesamte Länge des Betonelements reichen. Damit wird Material eingespart und das Eigengewicht reduziert. Je länger die Hohldiele (Spannweite), umso stärker sind die Elemente ausgeführt, um die Eigenstabilität zu erhöhen.

## Entwicklung und Einsatz
Hohldielen wurden entwickelt, um die früher übliche, meist aus Holz bestehende Deckenschalung für massive Decken aus Ortbeton zu vereinfachen. „1892 erhielt Johann Franz Kleine das Patent DRP Nr. 71102 auf ein »Verfahren zur Herstellung von feuersicheren Eisenbalkendecken, bestehend in der Ausfüllung der Balkenfache mit aus natürlichen oder künstlichen Steinen gebildeten Platten, welche in der Weise hergestellt sind, dass in die Fugen zwischen den einzelnen Steinschichten beziehungsweise in das dieselben ausfüllende Bindemittel (Zement oder Trassmörtel, Asphalt, Kitt oder dergleichen) hochkantig gestellte Eisenstäbe eingebettet werden.« In den darauffolgenden Jahren entwickelten sich im Deutschen Reich die sogenannten Steineisendecken zu einer wahren Erfolgsgeschichte. Eine schier unüberschaubare Anzahl an verschiedenen (Hohl-)Ziegeln, die speziell für die Herstellung der Decken angefertigt wurden, kam auf den Markt. Viele Varianten wurden nur regional vertrieben, einige aber auch auf dem wachsenden Eisenbahnnetz und auf Wasserstraßen zu entlegeneren Abnehmern transportiert. Während anfänglich Flacheisen oder Bandeisen als Bewehrung zum Einsatz kamen, wurden die späteren Steineisendecken nur noch mit Rundeisen bewehrt“.
Der Zeitaufwand zur Erstellung der Deckenschalung sank und es wurde weniger Beton für den Verguss benötigt. Betondielen kamen vor allem im Industriebau und Geschossbau in Keller-, Zwischen- und Dachdecken mit regelmäßigen Achsmaßen zur Anwendung. Durch das relativ geringe Gewicht der Einzelelemente waren diese auch ohne schwere Hebezeuge (Krane) montierbar. Durch die Entwicklung von Rahmenschalsystemen, individuell vorgefertigten Elementdecken oder auch Spannbeton-Fertigdecken haben Hohldielen stark an Bedeutung verloren. Lediglich auf Baustellen ohne Kraneinsatz, beispielsweise im privaten Bau, kann eine Hohldielendecke noch wirtschaftlich sein. Die in verschiedenen Längen erhältlichen Betondielen werden auf oder in Stahlträger (Unterzüge) gelegt, die nach einem Deckenplan auf den Mauerkronen positioniert wurden. Die Betonelemente werden in der Regel manuell oder mit einfachen Hebezeugen verlegt und in Einbaulage gebracht. Die so entstandene begehbare Schalung wird mit zusätzlicher Bewehrung nach dem Bewehrungsplan ausgerüstet, kann mit Vorinstallationen für Sanitär, Elektrik oder Lüftung versehen werden und wird anschließend mit Beton zu einer monolithischen Decke vergossen. Bei geringeren Spannweiten kann durch die in den Hohldielen vorhandene Stahlbewehrung auf eine zusätzliche Unterstützung beim Verguss mit dem Oberbeton verzichtet werden.

### Vorfertigung
Die Herstellung erfolgt in einem Betonfertigteilwerk in Serienfertigung und überwachter Qualität. Die meist in Längen bis 160 cm (maximal 300 cm) hergestellten Betondielen werden in entsprechenden Formen gegossen, in welche vorab Baustahlstäbe als Bewehrung und Formkörper  für die Hohlräume eingelegt werden. Je nach Spannweite haben die Hohldielen eine Dicke zwischen 6 cm und 10 cm und Gewichte bis etwa 100 kg (maximal etwa 180 kg) um eine Verarbeitung ohne Krane zu ermöglichen. Die Breite beträgt einheitlich 33 cm. Nach dem Abbinden und teilweisem Aushärten werden die Hohldielen aus der Schalung entfernt und die Formkörper entnommen, wodurch die charakteristischen runden Hohlkammern entstehen. Nach etwa 28 Tagen hat Beton seine Endfestigkeit erreicht.

### Vorteile
- Wirtschaftlichere Bauweise durch eine schnellere und unterstützungsfreie Montage gegenüber klassischer Ortbetonschalung.
- Problemloser Transport der Einzelelemente
- Anwendbarkeit ohne schwere Hebezeuge auch an schwer zugänglichen Stellen
- Nach Verguss monolithische Decke ohne Fugen auf der Oberseite

### Nachteile
- Die Hohldielen und damit auch die fertigen Decken weisen im Gegensatz zu Elementdecken und Spannbeton-Fertigdecken eine raue Unterseite auf, die aufnehmenden Eisenträger bleiben sichtbar. Ist dies unerwünscht, muss geputzt oder verkleidet werden.
- Der manuelle Einsatz bei der Montage ist deutlich höher als bei den größeren Fertigelementen, die Montagezeiten sind höher.
- individuelle Deckenmaße oder Aussparungen außerhalb des Dielenrasters müssen aufwendig auf der Baustelle durch bearbeitung der Hohldielen erstellt werden.